# Ольсберг, Карл
Карл Ольсберг (нем. Karl Olsberg; литературный псевдоним, настоящее имя — Karl-Ludwig Max Hans Freiher r von Wendt; род. 19 декабря 1960 года, Билефельд, Северный Рейн-Вестфалия, Германия) — немецкий писатель и предприниматель.

## Жизнеописание
Карл Ольсберг родился 19 декабря 1960 года в Билефельде, Германия. Его отцом был известный автогонщик и предприниматель, барон Карл фон Вендт (1937—2006). С рождения писатель носил имя Карл-Людвиг фон Вендт. В 1971 году начал писать под псевдонимом Карл Ольсберг, вторая часть имени указывает на название города, где вырос писатель.
Учился в Вестфальском университете в г. Мюнстере по направлению бизнес-администрирование и защитил докторскую диссертацию по применению искусственного интеллекта. Позже стал консультантом по вопросам управления и стратегии в консалтинговой компании McKinsey. Затем некоторое время работал менеджером по маркетингу в телестанции, управляющим директором средней производственной компании. В 1993 году основал собственное мультимедийное агентство. Чуть позже, в 1999 году, он основал компанию по разработке программного обеспечения, которая в 2000 году была удостоена награды «Стартап 2000 года».
С 2003 года Карл Ольсберг стал уделять больше времени литературному творчеству, однако продолжает оставаться штатным консультантом по вопросам управления.
Его первой книгой стала «А вот и Элбот» (нем. «Hier kommt Elbot»), выпущенная в 2005 году и сразу же попавшая в список бестселлеров журнала «Spiegel».
Карл-Людвиг фон Вендт живёт в Гамбурге. Женат, имеет троих детей.

## Публикации
Серия Мигния
- 2012 Мигния — Die Entdeckung
- 2012 Мигния — Die Stadt des Windes

Серия Рафаэль 2.0
- Рафаэль 2.0, Thienemann Verlag 2011
- Рафаэль 2.0 Reboot, Thienemann Verlag 2012

Трилогия «Мир из кубиков»
- Würfelwelt, CreateSpace.com 2013
- Zurück in die Würfelwelt, CreateSpace.com 2013
- Flucht aus der Würfelwelt, CreateSpace.com 2014

Серия «Деревня»
- 1 часть: Der Fremde, 2014
- 2 часть: Kolle in Not, 2015
- 3 часть: Der Streit, 2015
- 4 часть: Das Ende, 2015
- 5 часть: Der Golem, 2015
- 6 часть: Die Rache des Endermans, 2015
- 7 часть: Primos Sohn, 2016
- 8 часть: Eiskalt erwischt, 2016
- 9 часть: Die Reise zum Mond, 2016
- 10 часть: Aufstand der Endermen, 2016
- 11 часть: Der Graf, 2017
- 12 часть: Schleim, 2017
- 13 часть: Schwamm drüber, 2017
- 14 часть: Der unheimliche Fremde, 2018
- 15 часть: Der rätselhafte Fall, 2018
- 16 часть: Tief gesunken, 2018
- 17 часть: Die Räuber, 2019
- 18 часть: Utopia, 2019
- 19 часть: zum Nether nochmal!, 2020
- 20 часть: Der Bürgermeister, 2020
- 21 часть: Primo in der Kugelwelt, 2020

Серия «Особая Следственная Группа Интернет (ОСГИ)»
- Delete, Berlin Verlag 2013
- Enter, Berlin Verlag 2015

Серия «Мальчик в белой комнате»
- Boy in a White Room, Loewe 2017
- Girl in a Strange Land, Loewe 2018
- Boy in a Dead End, Loewe 2019

Другие
- 2005 «Hier kommt Elbot»
- 2007 «2057 — Wie wir in Zukunft leben»
- 2007 «Das System»
- 2008 «Der Duft»
- 2009 «Schwarzer Regen»
- 2010 «Schöpfung außer Kontrolle — Wie die Technik uns benutzt»
- 2011 «Glanz»
- 2013 «Die achte Offenbarung»
- 2016 «Mirror»
- 2018 "Das KALA-Experiment "
- 2019 «Das Freu»

Издания на русском языке
- 2020 «Мальчик в белой комнате», издательство «Аркадия»
- 2020 «Девочка в странной земле», издательство «Аркадия»
- 2021 «Delete», издательство «Эмоушен Пресс»
- 2021 «Enter», издательство «Эмоушен Пресс»
- 2021 «Das System» («Дас Систем», издательство «Эмоушен Пресс»)
- 2021 «Schwarzer Regen» («Черный Дождь», издательство «Эмоушен Пресс»)
- 2021 «Mirror» («Зеркало»), издательство «Аркадия»

Аудиокниги
- 2008 «Das System»
- 2011 «Rafael 2.0»
- 2011 «Glanz»
- 2013 «Delete»
- 2013 «Die achte Offenbarung»
- 2015 «Enter»
- 2015 «Würfelwelt»
- 2015 «Zurück in die Würfelwelt»
- 2015 «Flucht aus der Würfelwelt»
- 2017 «Mirror»
- 2017 «Das Dorf: Die komplette 1. Staffel» (Сезон 1, тома 1-4)
- 2017 "Boy in a White Room
- 2018 «Das Dorf: Die komplette 2. Staffel» (Сезон 2, тома с 5 по 8)
- 2018 «Das KALA-Experiment»
- 2018 «Girl in a Strange Land»
- 2018 «Le village. La série complète» (1-й сезон, тома 1-5 / французский вариант «Деревни»)
- 2019 «Das Dorf: Die komplette 3. Staffel» (3 сезон, тома 9-12)[7]

## Награды
- Сентябрь, 2005 год — лауреат премии в конкурсе авторов книжных журналов.
- Март, 2008 год — веб-сайт о книге Das System признан лучшим сайтом для книг на Лейпцигской книжной ярмарке.
- Март, 2008 год — Das System номинирована на премию по фантастике имени Курда Ласвица.
- Июль, 2009 год — Das System номинирована на премию французского криминального триллера Prix SNCF du polar.[8]
- 2018 год — номинация на Немецкую молодежную литературную премию 2018 г.[9]
- Книги Карла Ольсберга многократно становились бестселлерами по версии журнала «Spiegel»[6][10]